# フェアブント
フェアブント（独: Verbund AG）は、オーストリア・ウィーンに本拠を置く電力会社。同国最大の電力会社であり、オーストリア政府が株式の51％を保有する。ウィーン証券取引所上場企業。

## 沿革
1947年、第2次国有化法に基づきオーストリアの電力事業が国有化され、オーストリア政府全額出資の公社Österreichische Elektrizitätswirtschafts AGとして設立された。マーシャル・プランによる援助を受け、国内の水力発電所のプロジェクトを最初の数年で完了し、1960年代にはドナウ川およびチロルで大規模な発電所を整備した。原子力発電所の開設が1978年の国民投票で否決され頓挫する一方、オーストリアでは水力発電所の整備が続いたが、1988年に民営化が実施され、株式の49％が放出された（浮動株は20％前後）。
1995年のオーストリアの欧州連合加盟を受け電力市場の規制緩和が実施され、フェアブントは各事業部門を傘下に置く体制へと経営が刷新され、送電網の管理を担当するAustrian Power Grid AG（APG）や、水力発電所の管理を担当するVERBUND Hydro Power GmbHなどが傘下に置かれることとなった。2000年代に入りトルコなど20カ国以上で取引関係を結び、また2007年に風力発電への投資を始めたが、世界金融危機の影響で電力需要が低迷したため、2010年からはオーストリア国内事業が中心となっている。ただしドナウ川の支流であるイン川は流路上ドイツ・バイエルン州を経由する関係から、ドイツの同業E.ONから、バイエルン州内のイン川流域の水力発電所を買収し保有している。
フェアブントはドナウ川、イン川、ムール川、ドラーヴァ川など主要河川の各流域、チロルなどで120以上の水力発電所を保有しており、電源構成では水力発電が9割以上を占める。残りは地熱発電・風力発電・太陽光発電となっている。

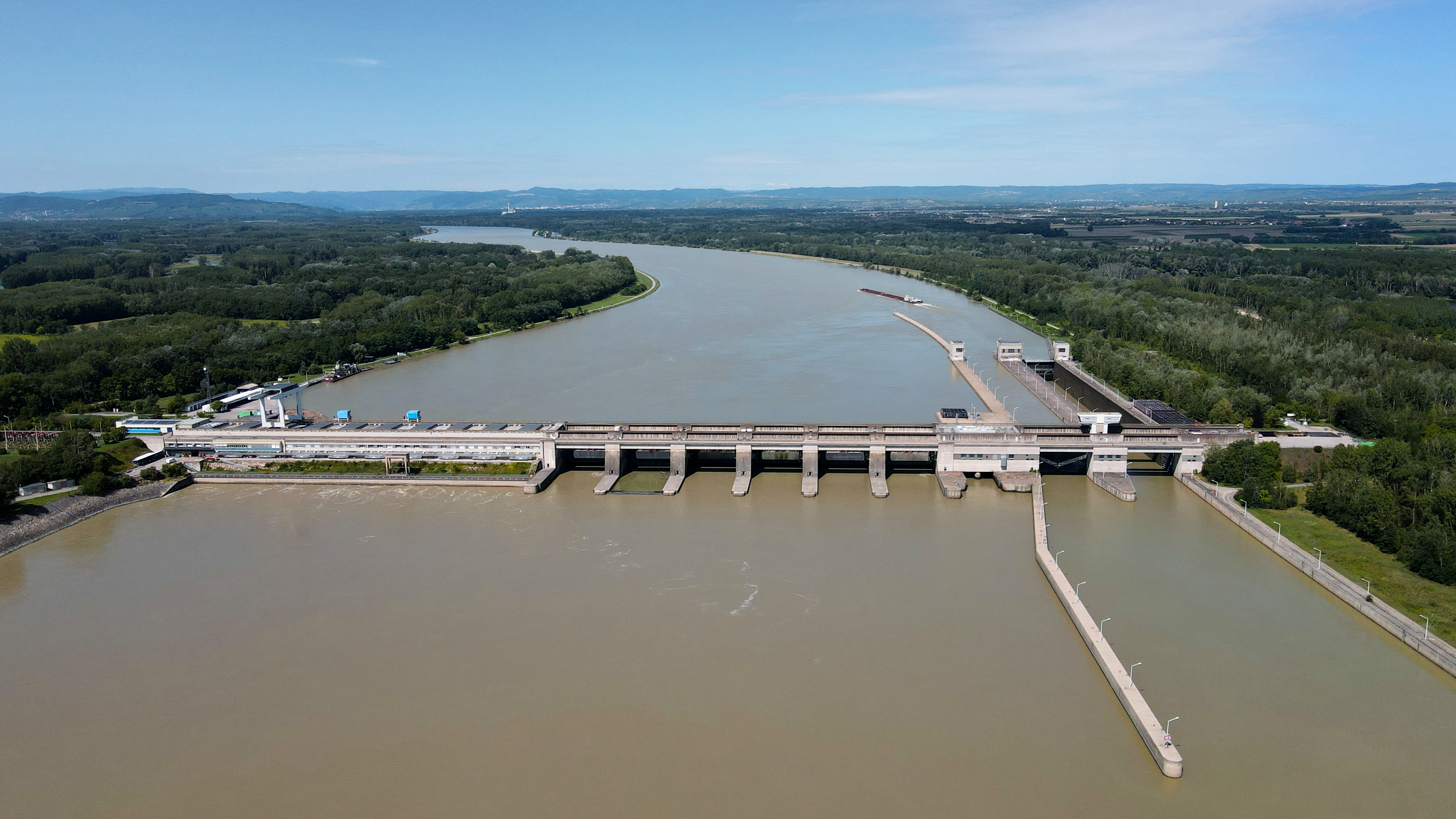
ドナウ川流域のアルテンヴェルト水力発電所。フェアブント保有する水力発電所で有数の出力を持つ
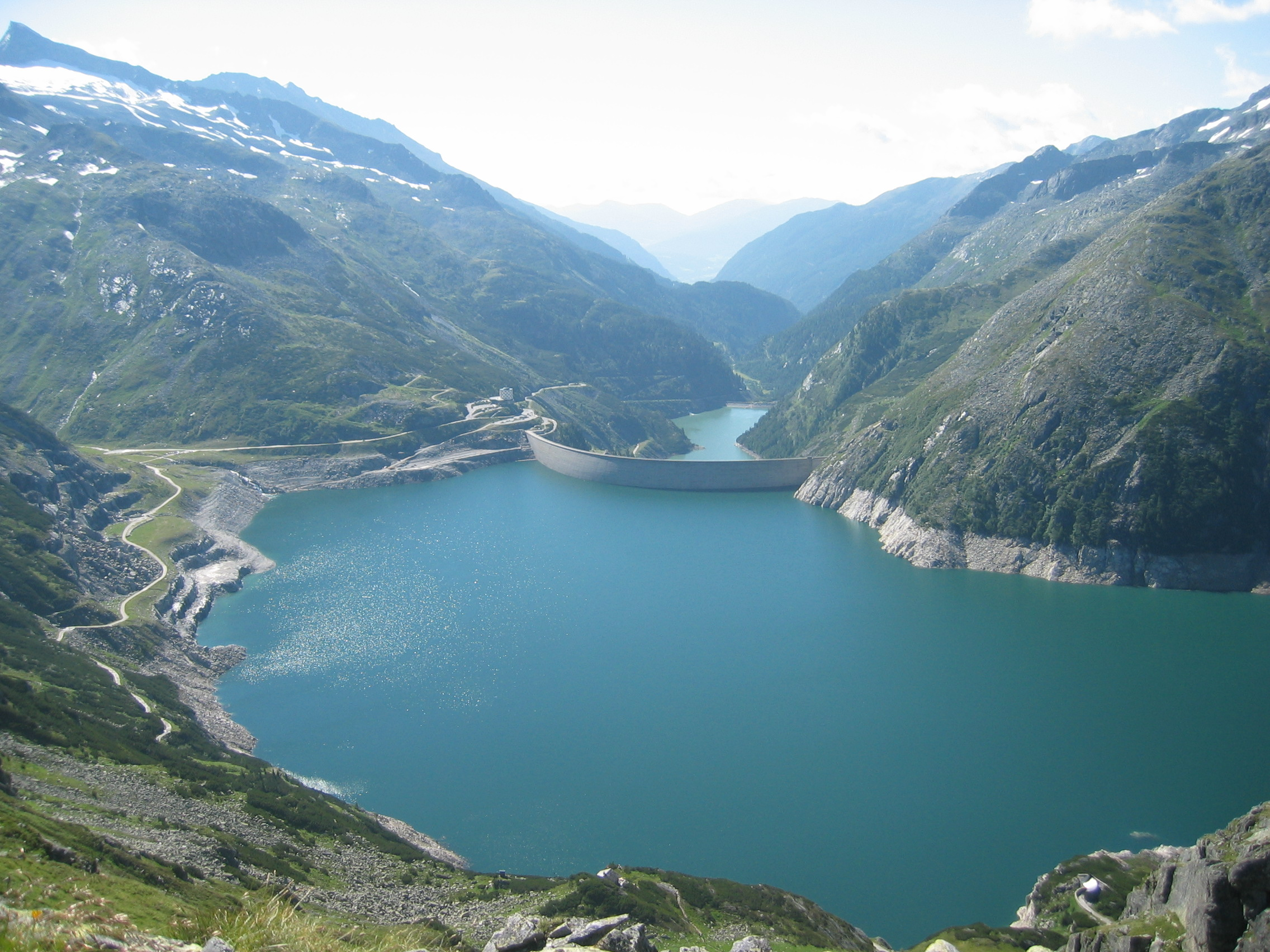
ドラーヴァ川流域のマルタ水力発電所に位置するケルンブラインダム
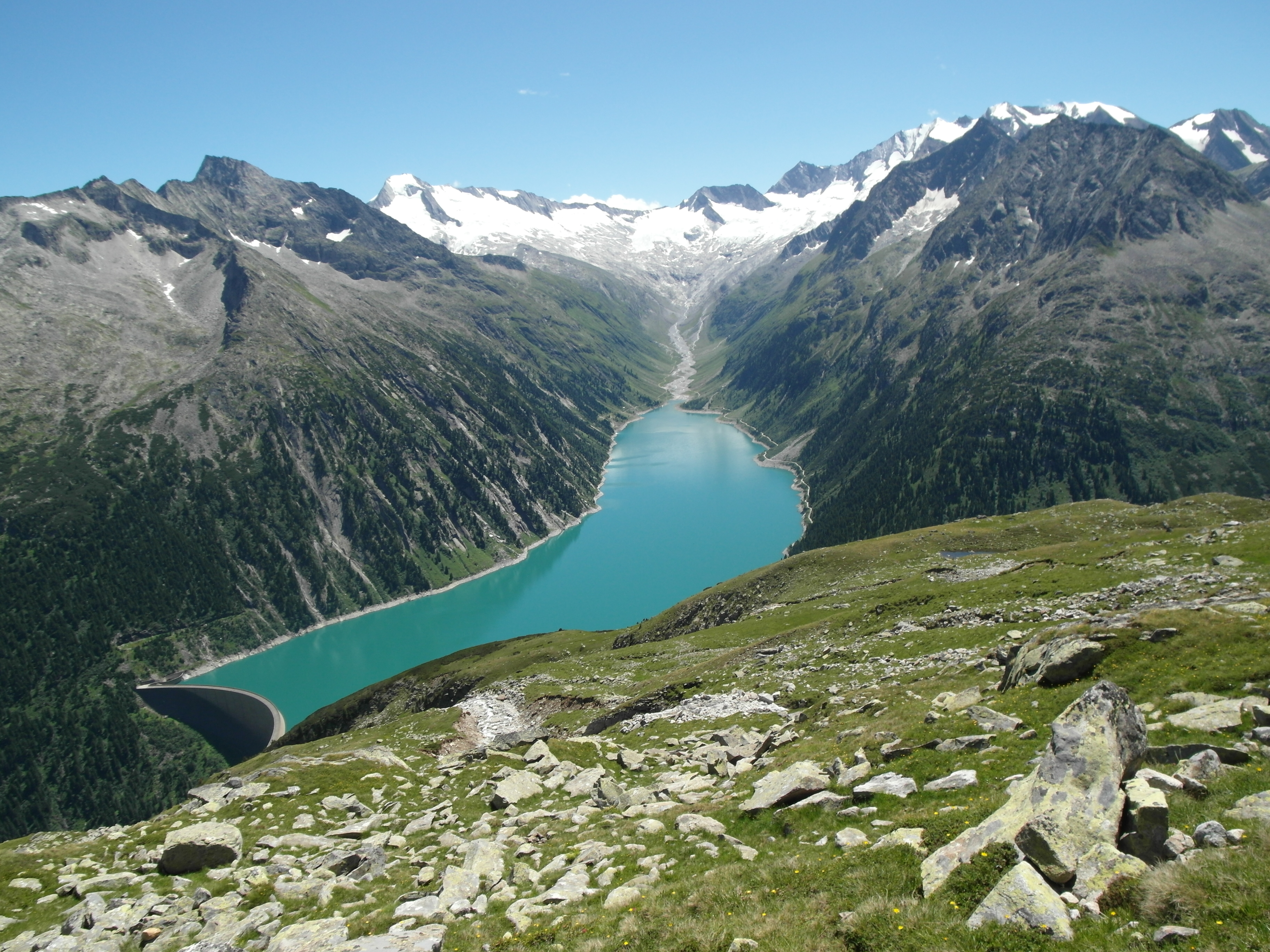
マイヤーホーフェン水力発電所上流に位置するシュレーガイス貯水池
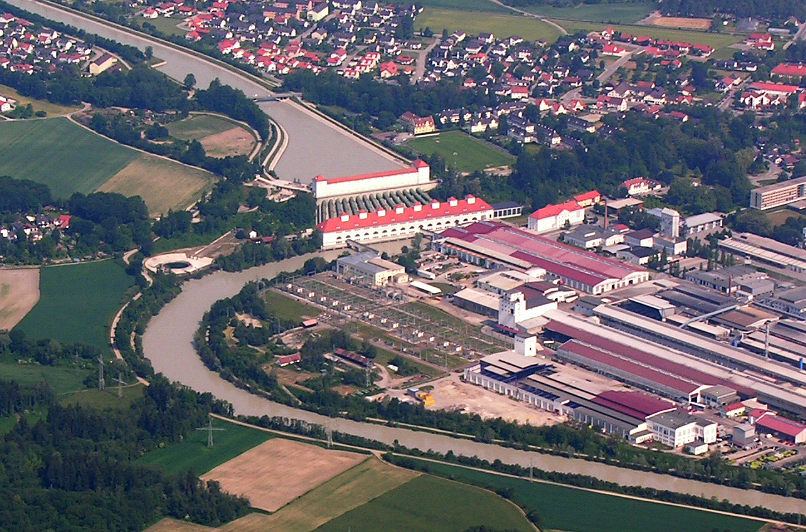
ドイツ・バイエルン州内のイン川流域のテジング水力発電所
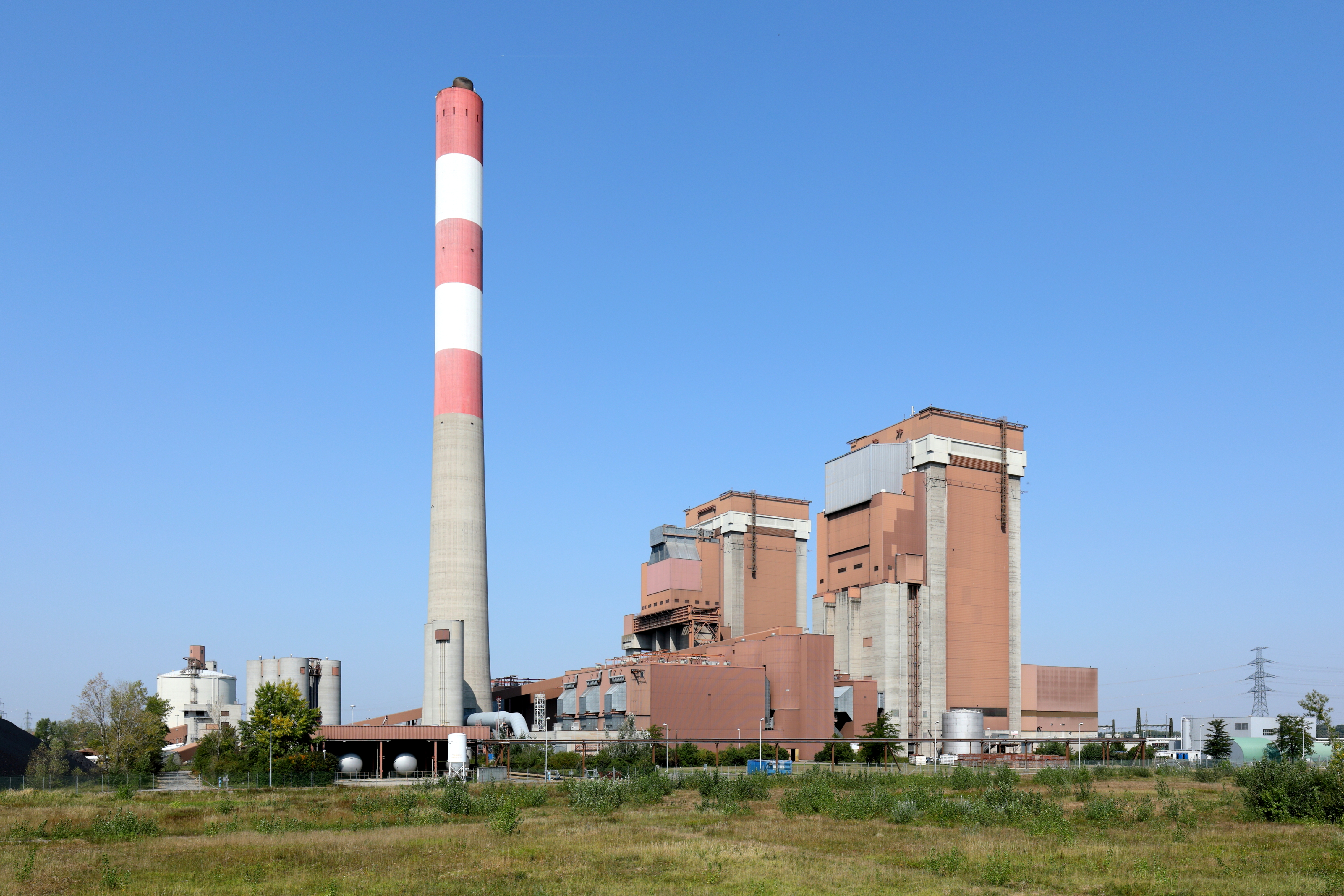
ニーダーエスターライヒ州のデュルンロール地熱発電所
オーストリア国内の幹線系統である380KV送電網
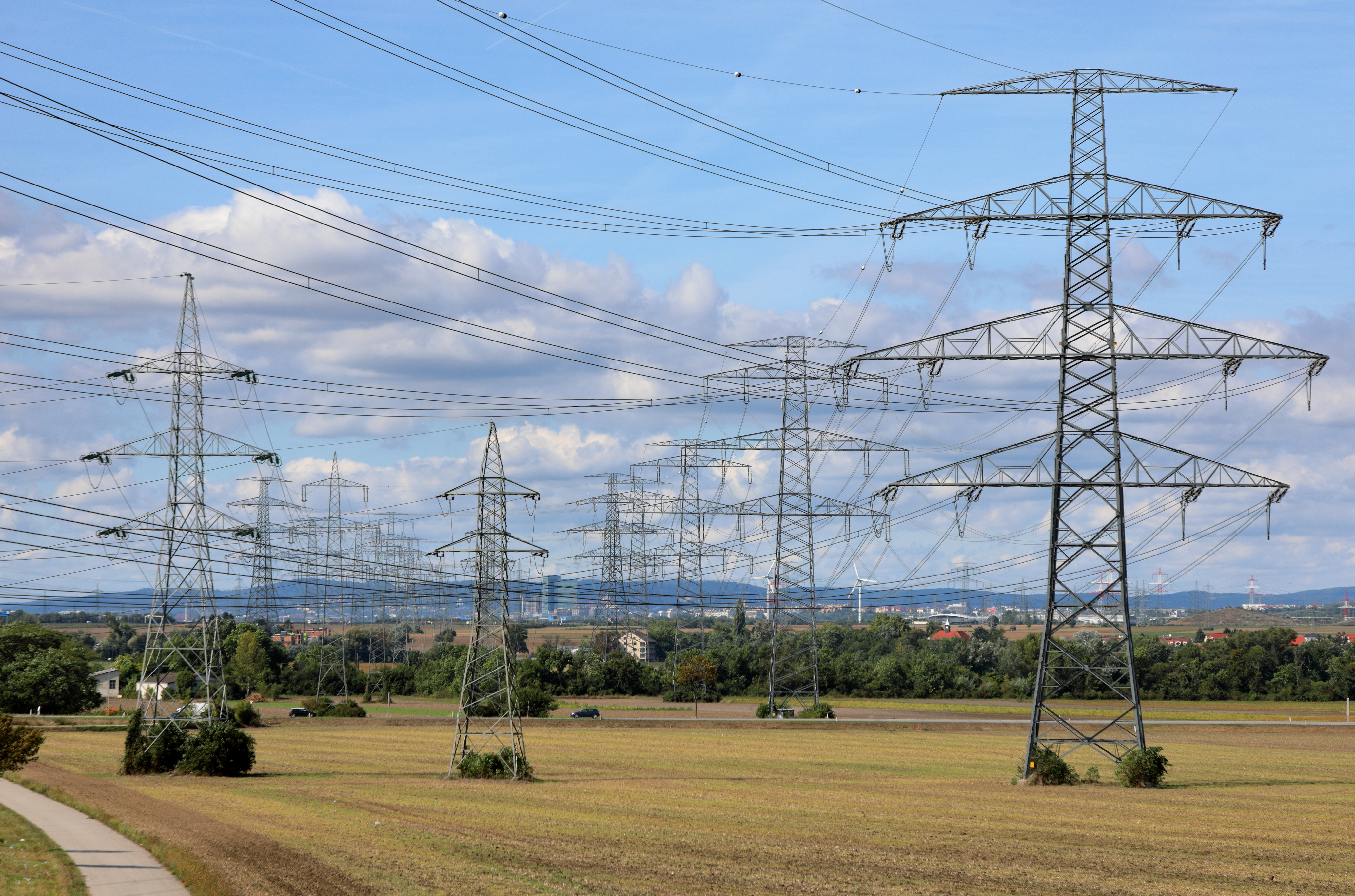
ウィーン南東のAPG保有送電線。右が4回線の380KV送電線、左が220KV送電線、中央が110KV送電線